# Los proverbios de Hendyng
Los Proverbios de Hendyng son un poema posterior del siglo XIII en el que Hendyng, hijo de Marcolf, pronuncia una serie de estrofas proverbiales. Están en una tradición de poesía proverbial del inglés medio atestiguada en los Proverbios de Alfred y los dos textos incluyen algunos proverbios en común. El esquema de la rima es AABCCB. 
Marcolf aparece como un interlocutor con Salomón en algunos poemas alemanes en la tradición de Salomón y Saturno, mientras que "Hendyng" parece ser una personificación generada a partir de la palabra hende ["hábil, inteligente"], y parece significar algo así como "El inteligente" '. "Hending ... está representado como el autor de una colección de sabiduría tradicional proverbial en el sudoeste de Midland Middle English, cada proverbio termina con 'quoth Hending'", una construcción de wellerismo . 
Los Proverbios también se destacan por contener la primera certificación de la palabra coño en inglés fuera de los nombres de lugares y personales.

## Manuscritos
Se sabe que diez manuscritos dan fe del poema en su totalidad o en parte (a veces solo una estrofa o pareado). Los más completos incluyen:
- Cambridge, Biblioteca de la Universidad, Gg.I.1 (una EM en una mano, del siglo XIV anterior, que también incluye la Pasión del Norte, aparentemente producida en Irlanda, ya que el idioma muestra influencia del Hiberno-Inglés Medio).[8]
- Oxford, Bodleian Library, Digby 86 (una mezcla de versos en francés e inglés de Gloucestershire en el último cuarto del siglo XIII, que también incluye letras, Middle English Harrowing of Hell y The Vox and the Wolf ).[9]
- Londres, Biblioteca Británica, Harley 2253 (que contiene una gama excepcionalmente amplia de textos, de Herefordshire),[10] ss. 125r-126v.

Los otros son: 
- Cambridge, Gonville y Caius College 351/568
- Cambridge, Pembroke College, 100
- Cambridge, St. John's College, 145
- Cambridge, Biblioteca de la Universidad, 4407 adicional (un manuscrito probablemente de West Norfolk, que también incluye a Havelok el danés).[11]
- Catedral de Durham, decano y biblioteca capitular, BI18
- Londres, Biblioteca Británica, Harley 3823
- Londres, Biblioteca Británica, Royal 8. E.xvii

## Ediciones
- Especímenes de inglés temprano, ed. por Richard Morris y Walter W. Skeat, 4ª edición, 2 vols (Oxford: Clarendon Press, 1872), II 35-42; https://archive.org/details/specimensofearly02fryeuoft .
- 'Arte. 89, Mon ese lobo de wysdam heren ', ed. por Susanna Greer Fein, en The Complete Harley 2253 Manuscript, ed. por Susanna Fein con David Raybin y Jan Ziolkowski 3 vols (2014-), III http://d.lib.rochester.edu/teams/text/fein-harley2253-volume-3-article-89 (el texto Harley 2253)
- Manuscrito Harleian 2253: Facsímil del Museo Británico ms. Harley 2253 ed. por NR Ker, Early English Text Society, os, 255 (Londres: Oxford University Press, 1965), ff. 125r-126v.